# Delio Meoli
Delio Meoli (Palaia, 3 febbraio 1928 – Montefoscoli, 1º marzo 2012) è stato un politico italiano.

## Biografia
Nato a Montefoscoli, nel comune di Palaia (provincia di Pisa), si trasferisce a Genova nell'immediato dopoguerra.
Impegnato in politica in Liguria con il Partito Socialista Italiano, è stato Consigliere regionale dal 1975 al 1995 e Assessore all'Urbanistica dal 1975 al 1985, Presidente della Provincia di Genova dal 1971 al 1972. Senatore della Repubblica eletto per due legislature, è stato anche Sottosegretario di Stato nei vari governi: per le partecipazioni statali dal 1983 al 1987 nei governi Craxi I e II e per la difesa nei governi Goria, De Mita, Andreotti VI e VII.
Sposato con Maria Pia, muore all'età di 84 anni nel suo paese natale di Montefoscoli.